# Auguste Dumont (Journalist)

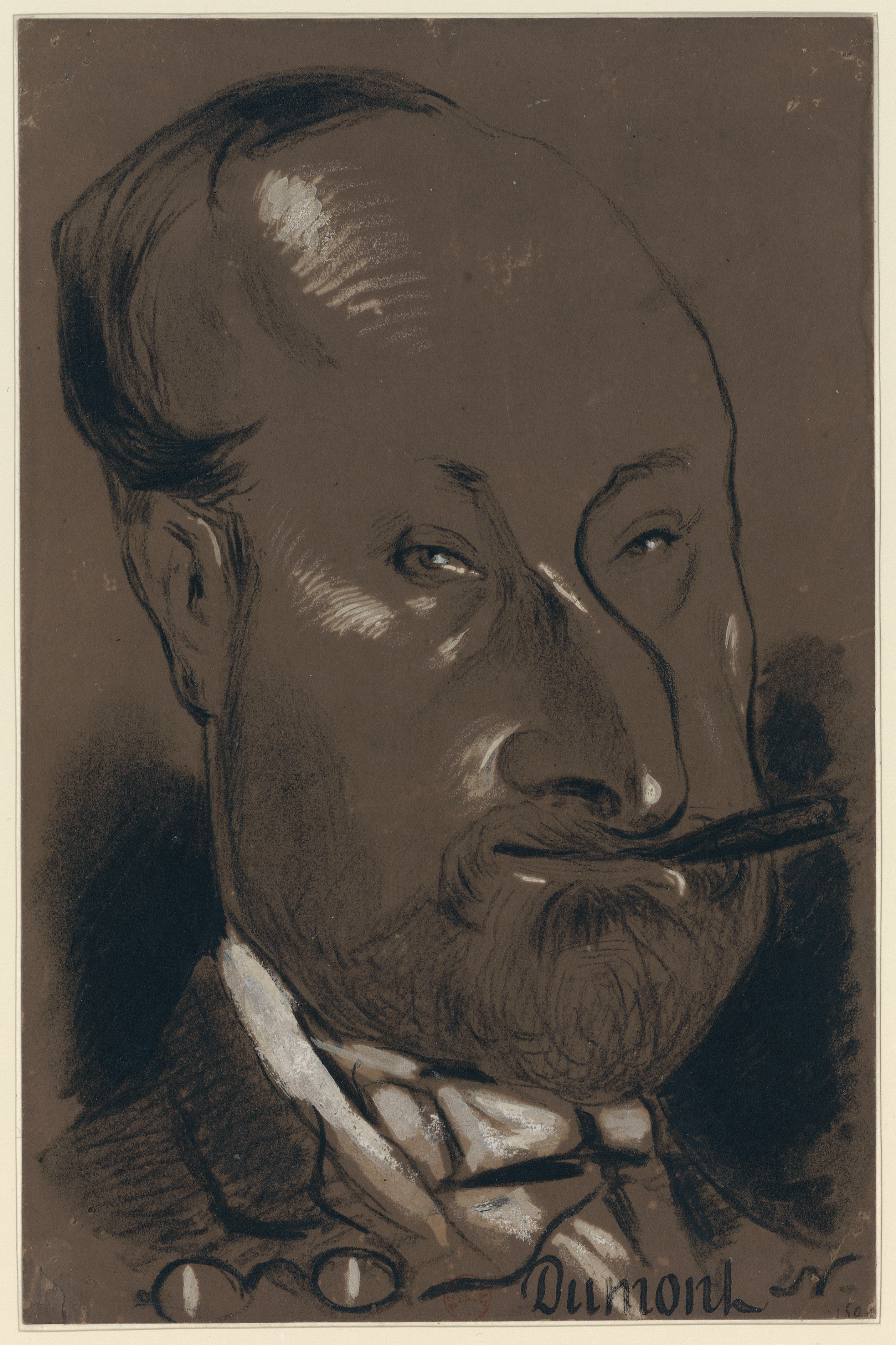
Auguste Dumont, Karikatur von Nadar

Auguste Dumont (* 1816 in Paris; † Mai 1885 ebenda) war ein französischer Journalist und Zeitungsherausgeber.
Dumont war Schüler der Lycées Saint-Louis und Louis le Grand und bildete sich zum Anwalt aus. Schon als Zwanzigjähriger debütierte er aber journalistisch in der von seinem Schwiegervater, dem Druckunternehmer Théodore Boulé herausgegebenen Zeitung Le Propagateur. In der Folge leitete Dumont unter anderem folgende Medien:
- L’Estafette (1842–1847)
- La République
- Le Courrier de Paris.
- L’Opinion nationale.
- Le Figaro.
- La Lanterne.
- L’Événement
- Le Télégraphe
- Gil Blas.